# 여산 송씨
여산 송씨(礪山 宋氏)는 전북특별자치도 익산시 여산면을 본관으로 하는 한국의 성씨이다.

## 유래
시조 송유익(宋惟翊)은 고려 때 진사(進士)로 나라에 훈공을 세워 여산군에 봉해졌으며 은청광록대부(銀靑光錄大夫)로 추밀원부사(樞密院副使)에 추증되었다.   
문헌에 의하면 그의 선계(先系)는 중국 경조(京兆) 출신으로 당나라에서 호부상서(戶部尙書)를 지낸 송주은(宋柱殷)이다.  

## 본관
여산(礪山)은 전북특별자치도 익산시(益山市)에 속해있는 지명으로 여량(礪良)과 낭산(朗山)이 합쳐진 지명이다. 여량현(礪良縣: 일명 礪良)은 백제 때에는 지량초현(只良肖縣)이었는데, 757년(신라 경덕왕 16)에 개칭하였다. 낭산현(朗山縣)은 백제의 알지산현(閼地山縣)인데 신라 경덕왕 때 야산현(野山縣)으로 바꾸었다. 940년(고려 태종 23)에 야산현을 낭산현으로 바꾸었고, 1018년(현종 9)에는 전주의 속현이 되었다. 1396년(태조 5)에 여량현이 낭산현을 병합하였고, 1399년(정종 2)에는 여산현이라 개칭하였다. 1436년(세종 18)에 여산군으로 승격되었고, 1699(숙종 25) 도호부(都護府)로 승격하였다. 여양(礪陽)과 호산(壺山)이라는 별칭이 있었다. 1896년 전라북도 여산군이 되었고, 1914년 군면 폐합으로 여산군이 폐지되고 관할 11개면이 여산면 등 5개면으로 통합되어 익산시에 편입되었다.

## 분파
도시조(都始祖): 송주은(宋柱殷)
시조(始祖) : 송유익(宋惟翊)
원윤공파(元尹公派)  : 송운
수사공손(水使公孫) : 송희립
밀직공파(密直公派) : 송방영
소윤공파(少尹公派) : 송원미
지신공파(知申公派) : 송린
정가공파(正嘉公派) : 송서
충강공파(忠剛公派) : 송간

## 인물
송문림(宋文琳)
친시 문과에 병과로 급제하고, 성종의 즉위에 공을 세워 좌리공신(佐理功臣) 2등에 책봉되고 여산군(礪山君)에 봉해졌다. 1472년 이조참판으로 자헌대부(資憲大夫)에 이르렀다. 시호는 공무(恭武)이다.肅靖)이다.
송익필(宋翼弼, 1534년 ~ 1599년)
조선 중기의 학자. 서얼 출신이기 때문에 벼슬을 하지 못했으나, 조선팔대문장가로 문장에 뛰어났고 이이(李珥)·성혼(成渾) 등과 교우하면서 성리학과 예학(禮學)을 탐구하여 조예가 깊었다.
송희립(宋希立)
조선 중기 무신. 1592년 임진왜란때 큰형인 송대립(宋大立)과 함께 이순신장군의 휘하에 들어가 혁혁한 공을 세웠다 임난공신에 올랐으며 선조 34년에는 수군절도사에 제수되었다

## 족보
여산송씨족보(礪山宋氏族譜)는 시도유형문화재 제139호로 1991년 4월 2일 지정되었으며, 1653년 간행하였다. 현존하는 족보 중에는 17세기 이전 족보가 별로 없는 상태라 희귀본으로서 귀중한 자료이기 때문에 문화재로 지정되었다. 소재지는 경기도 여주시 가남읍이며, 관리는 여산송씨종친회에서 한다.